# Budeč (Žďár nad Sázavou-i járás)
Budeč település Csehországban, a Žďár nad Sázavou-i járásban. Budeč Žďár nad Sázavou, Hamry nad Sázavou, Nové Veselí és Matějov településekkel határos. Lakosainak száma 178 fő (2024. január 1.).

## Népesség
A település lakosságának változását az alábbi diagram mutatja:
| Lakosok száma | 257  | 242  | 270  | 197  | 183  | 180  | 192  | 189  | 186  | 178  |
|               | 1869 | 1890 | 1921 | 1950 | 1980 | 2001 | 2017 | 2019 | 2022 | 2024 |